# Еразмус
Еразмус (енгл. EuRopean Community Action Scheme for the Mobility of University Students) је програм размене студената Европске уније (ЕУ) основан 1987. године. Еразмус+ је нови програм који комбинује све тренутне шеме ЕУ за образовање, обуку, омладину и спорт, а који је започет у јануару 2014.
Од 2014. године, 27 година након оснивања, програм је помогао мобилност више од 3,3 милиона студената унутар европске заједнице. У програму учествује више од 5.000 високошколских установа из 38 земаља.